# Departamento Doctor Manuel Belgrano
Das Departamento Doctor Manuel Belgrano liegt im Süden der Provinz Jujuy im Nordwesten Argentiniens und ist eine von 16 Verwaltungseinheiten der Provinz. 
Es grenzt im Norden an die Departamentos Tumbaya und Ledesma, im Osten an das Departamento Palpalá, im Süden an das Departamento San Antonio und im Westen an die Provinz Salta. 
Die Hauptstadt des Departamento, San Salvador de Jujuy, ist gleichzeitig Provinzhauptstadt.

## Städte und Gemeinden
Im Departamento Doctor Manuel Belgrano gibt es zwei Gemeinden in kommunaler Selbstverwaltung:
| - San Salvador de Jujuy (Municipio) | - Yala (Comisión Municipal) |

Darüber hinaus gibt es folgende Siedlungen:
| - Alto Comedero - Villa Jardin de Reyes - San Pablo de Reyes - Los Nogales - Lozano | - León - Guerrero - Ocloyas - La Almona - Tilquiza | - La Cuesta - Tiraxi - Corral de Piedra - Jaire |

Koordinaten: 24° 12′ S, 65° 18′ W